# Ectoedemia haraldi
Ectoedemia haraldi là một loài bướm đêm thuộc họ Nepticulidae. Nó được tìm thấy ở the Mediterranean Region from bán đảo Iberia và miền nam Pháp to Hy Lạp. It is also found on Corse và Kríti.
Sải cánh dài 5.8-7.1 mm. Con trưởng thành bay từ tháng 4 đến tháng 6. Có một lứa một năm.
Ấu trùng ăn Quercus coccifera, Quercus ilex, Quercus ilex rotundifolia và Quercus suber. Chúng ăn lá nơi chúng làm tổ. 

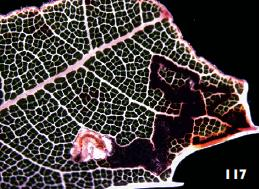
Mine và larvae on Quercus coccifera
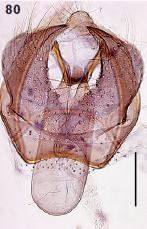
Male genitalia
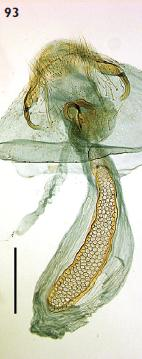
Female genitalia
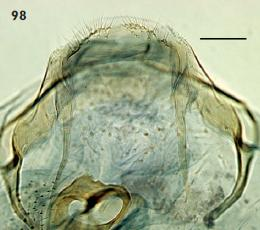
Female terminal abdominal segment